# Риваллон ап Кинвин
Риваллон ап Кинфин (валл. Rhiwallon ap Cynfyn) (ок. 1020 — ок. 1070) — валлийский король XI века из династии Матравал, соправитель королевств Гвинедд и Поуис примерно с 1063 по 1070 год.

## Биография
Сын короля Гвертрениона Кинфина ап Гверстана и его жены Анхарад, которая была дочерью Маредида Дехейбартского. Брат короля Бледдина из Поуиса, сводный брат (по матери) короля Гриффида ап Ллевелина. Был женат на Фэлис верх Лливелин, от которой у него родились три дочери и два сына.
После вторжения в Уэльс в 1063 году Гарольда и Тостига Годвинсона, которое свергло Груффида, Риваллон и Бледдин совместно получили Поуис и Гвинедд при условии верной службы Эдуарду Исповеднику «везде по воде и по земле».
В августе 1067 года Риваллон и Бледдин присоединились к мерсийскому вождю Эдрику Дикому в нападении на Херефордшир в рамках саксонского сопротивления недавнему нормандскому завоеванию Англии, а в 1068 году — заключили союз против нормандцев с эрлом Мерсии Эдвином и эрлом Нортумбрии Моркаром. В 1070 году оба брата сражались в битве при Мехейне против сыновей Груффидда, Маредуда и Идвала. Риваллон и Бледдин одержали победу, однако Риваллон был убит в бою. Бледдин остался единственным правителем Северного Уэльса.